# The King’s Singers
The King’s Singers – brytyjski zespół wokalny, działający od 1968 roku, wykonujący utwory zarówno z repertuaru muzyki poważnej jak i rozrywkowej.
Nazwa zespołu odwołuje się do początków jego istnienia – pierwsi członkowie grupy wywodzili się z chóru King’s College w Cambridge.

## Skład zespołu
Od samego początku zespół składał się z sześciu śpiewaków: dwóch kontratenorów, tenora, dwóch barytonów i basa. 
Pierwszy stabilny skład (1970-1978):
- Nigel Perrin (kontratenor, 1970–1980)
- Alastair Hume (kontratenor, 1968–1993)
- Alastair Thompson (tenor, 1968–1978)
- Anthony Holt (baryton, 1970–1987)
- Simon Carrington (baryton, 1968–1993)
- Brian Kay (bas, 1968–1982)

Obecny skład:
- Patrick Dunachie (kontratenor, 2016-)
- Edward Button (kontratenor, 2019-)
- Julian Gregory (tenor, 2014-)
- Christopher Bruerton (baryton, 2012-)
- Nick Ashby (baryton, 2019-)
- Jonathan Howard (bas, 2010–2024)

W różnych okresach do grupy należeli również: Grayston „Bill” Ives (tenor, 1978–1985), Jeremy Jackman (kontratenor, 1980–1990), Colin Mason (bas, 1982–1987), Bruce Russell (baryton, 1987–1996), Bob Chilcott (tenor, 1986–1997), Nigel Short (kontratenor, 1994–2000), Gabriel Crouch (baryton, 1996–2004), Robin Tyson (kontratenor, 2001–2009), Stephen Connolly (bas, 1987–2010), Philip Lawson (baryton, 1993–2012), Paul Phoenix (tenor, 1997–2014), David Hurley (1990–2016), Christopher Gabbitas (baryton, 2004–2018) i Tim Wayne-Wright (kontratenor, 2009–2018).

## Repertuar
W poważniejszej części repertuaru wykonywanego na koncertach znajdują się dzieła z różnych epok, od renesansowych madrygałów (William Byrd, John Dowland), po utwory współczesne, często pisane specjalnie dla zespołu, przez takich kompozytorów jak Richard Rodney Bennett, Luciano Berio, Peter Maxwell Davies, György Ligeti, Gian Carlo Menotti, Krzysztof Penderecki, Ned Rorem, John Rutter, Tōru Takemitsu, John Tavener, Paweł Łukaszewski, Miłosz Bembinow, Elena Kats-Chernin czy Eric Whitacre.
Drugą część repertuaru stanowią aranżacje pieśni tradycyjnych i ludowych („Greensleeves”, „Danny Boy”), Negro spirituals oraz przebojów muzyki rozrywkowej i jazzowej (m.in. piosenki The Beatles, Queen, Randy’ego Newmana, Paula Simona, Michaela Bublé, czy Jasona Mraza).

## Dyskografia
| Tytuł płyty                                            | Rok wydania | Instrumentarium                                                         | # utworów a capella | # utworów |
| ------------------------------------------------------ | ----------- | ----------------------------------------------------------------------- | ------------------- | --------- |
| Lollipops                                              | 1975        |                                                                         | 11                  | 11        |
| 1605: Treason and Dischord                             | 2005        | Concordia Viol Consort and Sarah Baldock (organ)                        | 7                   | 15        |
| À la Française                                         | 1990        | Scottish Chamber Orchestra, Carl Davis                                  |                     |           |
| All at Once Well Met                                   | 1987        | Lute and Tabor                                                          | 29                  | 35        |
| America                                                | 1989, 2006  | English Chamber Orchestra                                               | 0                   | 10        |
| Annie Laurie                                           | 1993        | Guitar, Flute, Piccolo                                                  | 7                   | 18        |
| The Beatles Connection                                 | 1986        |                                                                         | 19                  | 19        |
| Capella (compilation)                                  | 2003        |                                                                         |                     | 41        |
| Captain Noah and His Floating Zoo; Holy Moses          | 1972, 2006  | Drums: Alf Bigden, keyboard: Steve Gray, bass: Brian Odges (Holy Moses) | 0                   | 18        |
| Chanson d'amour                                        | 1993        |                                                                         | 11                  | 21        |
| Circle of Life                                         | 1997        | Metropole Orkest                                                        | 3                   | 12        |
| Colouring Book                                         | 2005        |                                                                         |                     | 18        |
| Christmas                                              | 2003        | String Quartet and Drums                                                | 23                  | 25        |
| Deck the Hall – Songs for Christmas                    | 1973, 1991  |                                                                         | 15                  | 15        |
| English Renaissance                                    | 1995        |                                                                         | 20                  | 20        |
| Fire~Water                                             | 2000        | Andrew Lawrence-King, The Harp Consort                                  |                     | 17        |
| Gesualdo: Tenebrae Responses for Maundy Thursday       | 2004        |                                                                         | 14                  | 14        |
| The Golden Age – Siglo de Oro                          | 2008        | Keith McGowan                                                           |                     | 10        |
| Good Vibrations                                        | 1993        |                                                                         | 13                  | 13        |
| Great American Songbook                                | 2013        |                                                                         | 17                  | 17        |
| Here's a Howdy Do!                                     | 1993        | Sound Effects, Organ, Piano, Double Bass, Drums                         | 11                  | 15        |
| High Flight                                            | 2011        | The Concordia Choir                                                     | 13                  | 14        |
| In Memoriam Josquin Desprez (compilation)              | 2012        |                                                                         | 13                  | 13        |
| De Janequin aux Beatles (compilation)                  | 1999        | Various                                                                 |                     | 55        |
| Joy to the World                                       | 2011        |                                                                         | 18                  | 18        |
| Kids' Stuff                                            | 1986, 2000  | Judi Dench, Various                                                     |                     | 14        |
| The King's Singers Original Debut Recording            | 1971, 1994  | The Gordon Langford Trio                                                | 5                   | 13        |
| György Ligeti Edition, Vol. 4 (Vocal Works)            | 1997        |                                                                         |                     |           |
| Landscape & Time                                       | 2006        |                                                                         | 11                  | 11        |
| A Little Christmas Music                               | 1989        | Kiri Te Kanawa, City of London Sinfonia                                 | 7                   | 20        |
| Madrigal History Tour                                  | 1984, 1989  | Consort of Musicke                                                      | 0                   | 34        |
| My Spirit Sang All Day                                 | 1988        |                                                                         | 25                  | 25        |
| New Day                                                | 1980        |                                                                         | 9                   | 15        |
| Nightsong                                              | 1997        | Various                                                                 | 5                   | 15        |
| Pater Noster: A Choral Reflection on the Lord's Prayer | 2012        |                                                                         | 25                  | 25        |
| Postcards                                              | 2014        |                                                                         | 22                  | 22        |
| The Quiet Heart – Choral Essays Vol.1                  | 2006        |                                                                         | 19                  | 19        |
| Reflections – Choral Essays Vol.2                      | 2008        |                                                                         | 20                  | 20        |
| In This Quiet Moment – Choral Essays Vol.3             | 2010        |                                                                         | 18                  | 18        |
| Rejoice and Be Merry!                                  | 2008        | Mormon Tabernacle Choir and Orchestra at Temple Square                  | 6                   | 11 (19)   |
| Renaissance (Works by Josquin Desprez)                 | 1993        |                                                                         | 21                  | 21        |
| Romance du Soir                                        | 2009        |                                                                         | 19                  | 19        |
| Royal Rhymes and Rounds                                | 2012        |                                                                         | 23                  | 23        |
| Sacred Bridges                                         | 2005        | Sarband                                                                 | 7                   | 12        |
| Sermons and Devotions                                  | 2006        |                                                                         |                     | 15        |
| Simple Gifts                                           | 2008        |                                                                         | 16                  | 16        |
| Six                                                    | 2005        |                                                                         | 6                   | 6         |
| Spem in alium                                          | 2006        | (One interview track)                                                   | 1                   | 2         |
| Street Songs                                           | 1998        | Evelyn Glennie (percussion)                                             | 7?                  | 18        |
| Swimming Over London                                   | 2010        |                                                                         | 14                  | 14        |
| Tribute to the Comedian Harmonists                     | 1985        | Piano                                                                   | 6?                  | 16        |
| The Triumphs of Oriana                                 | 2002, 2006  |                                                                         | 25?                 | 25        |
| Three Musical Fables                                   | 1983        | Cambridge Singers and City of London Sinfonia                           | 0                   | 3         |
| Watching the White Wheat                               | 1986        | Various                                                                 | 9                   | 16        |

## Nagrody
W 2009 roku zespół otrzymał za płytę „Simple Gifts” nagrodę Grammy w kategorii Best Classical Crossover Album.